# بيتر هيويت
بيتر هيويت (بالإنجليزية: Peter Hewitt)‏ هو كاتب سيناريو ومخرج بريطاني، ولد في 1962 في برايتون في المملكة المتحدة.

## وصلات خارجية
- بيتر هيويت على موقع IMDb (الإنجليزية)
- بيتر هيويت على موقع روتن توميتوز (الإنجليزية)
- بيتر هيويت على موقع ألو سيني (الفرنسية)
- بيتر هيويت على موقع ميوزك برينز (الإنجليزية)
- بيتر هيويت على موقع أول موفي (الإنجليزية)
- بيتر هيويت على موقع بوكس أوفيس موجو (الإنجليزية)
- بيتر هيويت على موقع قاعدة بيانات الأفلام السويدية (السويدية)
- بيتر هيويت على موقع إن إن دي بي (الإنجليزية)
- بيتر هيويت على موقع قاعدة بيانات الفيلم (الإنجليزية)
- بيتر هيويت على موقع كينوبويسك (الروسية)